# Adèle Blanc-Sec
Les aventures extraordinàries d'Adèle Blanc-Sec és una sèrie de còmic de Jacques Tardi publicada en francès per Casterman i posteriorment en castellà per Norma Editorial. Consta de deu àlbums publicats entre 1976 i 2022.
Les històries, situades a París i rodalia, barregen de manera grotesca el context històric entre 1911 i 1922 amb pseudociència, sectes i l'aparició de monstres, animals prehistòrics i mòmies egípcies. És notable el canvi físic de la protagonista principal al curs dels àlbums, per fer creïble el pas del temps, ja que les seves aventures estan situades entre el 1911 i el 1923.
El 2010 el cineasta Luc Besson en va fer una adaptació cinematogràfica amb el títol Adèle i el misteri de la mòmia que va comptar amb traducció al català.